# Контраст (література)
Контрастом називається протиставлення в літературному творі. Використання контрасту різноманітне — контраст може бути між образами і словами, між персонажами і композиційними елементами. Головним призначенням такого виразного засобу, як контраст, є спосіб надати емоційний вплив на читача.
З цієї причини контраст вважають одним з найбільш дієвих засобів у досягненні певного враження на читача. Саме контраст запам'ятовується і створює яскравий образ у художньому творі.
| Література | Це незавершена стаття про літературу. Ви можете допомогти проєкту, виправивши або дописавши її. |